# Адолф фон Епщайн
Адолф фон Епщайн (на немски: Adolf von Eppstein; * ок. 1400; † 21 септември 1433 или 1434) е граф на Епщайн и епископ на Шпайер (1430 – 1433/1434).

## Произход и управление
Той е син на граф Готфрид VII фон Епщайн († 1437) и съпругата му графиня Юта фон Насау-Диленбург († 1424), дъщеря-наследничка на граф Адолф фон Насау-Диленбург († 1420).
Адолф фон Епщайн е архидякон в Трир (1419 – 1426), домхер в Кьолн (1426), домхер в Трир (1426 -1433), приор в Св. Бартоломей във Франкфурт. На 22 май 1430 г. папа Мартин V го номинира за епископ на Шпайер. Той не е помазан за епископ, умира на 21 септември 1433 или 1434 г. и е погребан в катедралата на Майнц.